# Mata, Guangdong
Mata (kinesiska: 马踏) är en köping i sydöstra Kina. Den ligger i stadsdistriktet Dianbai i staden Maoming i provinsen Guangdong, omkring 260 kilometer sydväst om provinshuvudstaden Guangzhou. Antalet invånare är 65 317. Befolkningen består av 31 488 kvinnor och 33 829 män. Barn under 15 år utgör 32 %, vuxna 15-64 år 60 %, och äldre över 65 år 7,0 %.